# Apt (Vaucluse)
Apt (okcitánsky At, nebo Ate) je francouzské město a podprefektura v departementu Vaucluse, v regionu Provence-Alpes-Côte d'Azur. Leží na staré římské cestě, 53 kilometrů od Avignonu. 
Podle města je pojmenován pátý stupeň spodní křídy zvaný Apt, datovaný do rozmezí před 125,0 ± 1,0 až 113,5 ± 1,0 Ma (milionů let). Pojmenování podle historických nálezů u města představil v roce 1840 francouzský paleontolog Alcide d'Orbigny.

## Geografie
Město leží asi 40 kilometrů severně od Aix-en-Provence, 18 kilometrů od údolí řeky Durance, na řece Calavon (zvané též Coulon). Je považováno za hlavní město pohoří Luberon, v jehož centru leží. 
Sousedními obcemi jsou: Gargas, Buoux, Saignon a Villars.

## Dějiny
První zmínky o městě sahají přibližně do roku 200 př. n. l., kdy bylo pravděpodobným sídelním městem Galského kmene Vulgientů. Město bylo okolo roku 125 př. n. l. zničeno, a následně obnoveno Caesarem, který mu udělil titul Apta Julia. V následujících dobách bylo město dobyto Langobarů a Saracénů.
Založení místní katedrály a diecéze je dle pověsti přisuzováno světci zvanému Auspicius, který byl pověřen papežem Klementem I., a který zemřel roku 102 mučednickou smrtí. První oficiální zdokumentovaná zmínka o existenci náboženského spolku ve městě ale pochází až z roku 314, kdy je uváděno, že ve městě působí kněz a exorcista. Během 5. století zde působil biskup Castor z Aptu, který je zmiňován v litorgických dokumentech papeže Bonifáce I. Z rozhodnutí konkordátu, vydaného 14. června 1801 mezi papežem Piem VII. a císařem Napoleonem I. bylo území diecéze přičleněno k arcidiecézi Avignonské, a zčásti též do diecéze digneské. Aptská diecéze se tak stala titulární diecézí.
Ve městě byly nalezeny historické rukopisy týkající se francouzské hudby 12. a 13. století, známé jako rukopisy Apt a Codex Ivrea. Obsahují zejména moteta a rekviem, přičemž všechny skladby jsou polyfonní. Devět ze čtrnácti motet obsažených v Codexu Ivrea je přisuzováno francouzskému skladateli Philippu de Vitry, autorství skladeb je však anonymní. 

### Historie Židů
Podle dochovaných pramenů žili v oblasti Židé již od druhé poloviny 14. století. Nejstarší záznamy pojednávající o jejich komunitě pochází však již ze 13. století, přičemž ustanovaly zákaz prodeje masa křesťanům židovskými obchodníky. Zmínky o místní synagoze pochází z roku 1446, přičemž v roce 1420 bylo v místním daňovém rejstříku registrováno 15 židovských rodin, což z Aptu činilo město se čtvrtou největší židovskou komunitou v Provence. Samotná židovská čtvrť se ve městě nacházela v lokalitě zvané Place du Postel. O místní židovské komunitě ve svých dílech často psal francouzský spisovatel Isaac Gorni.

### Církevní sněm
14. května 1365 se v místní katedrále městě konal církevní sněm, vedený arcibiskupy a biskupy jihofrancouzských provincií Arles, Embrun, a Aix-en-Provence. Během něj bylo publikováno celkem 28 dekretů a ustanovení.

## Památky

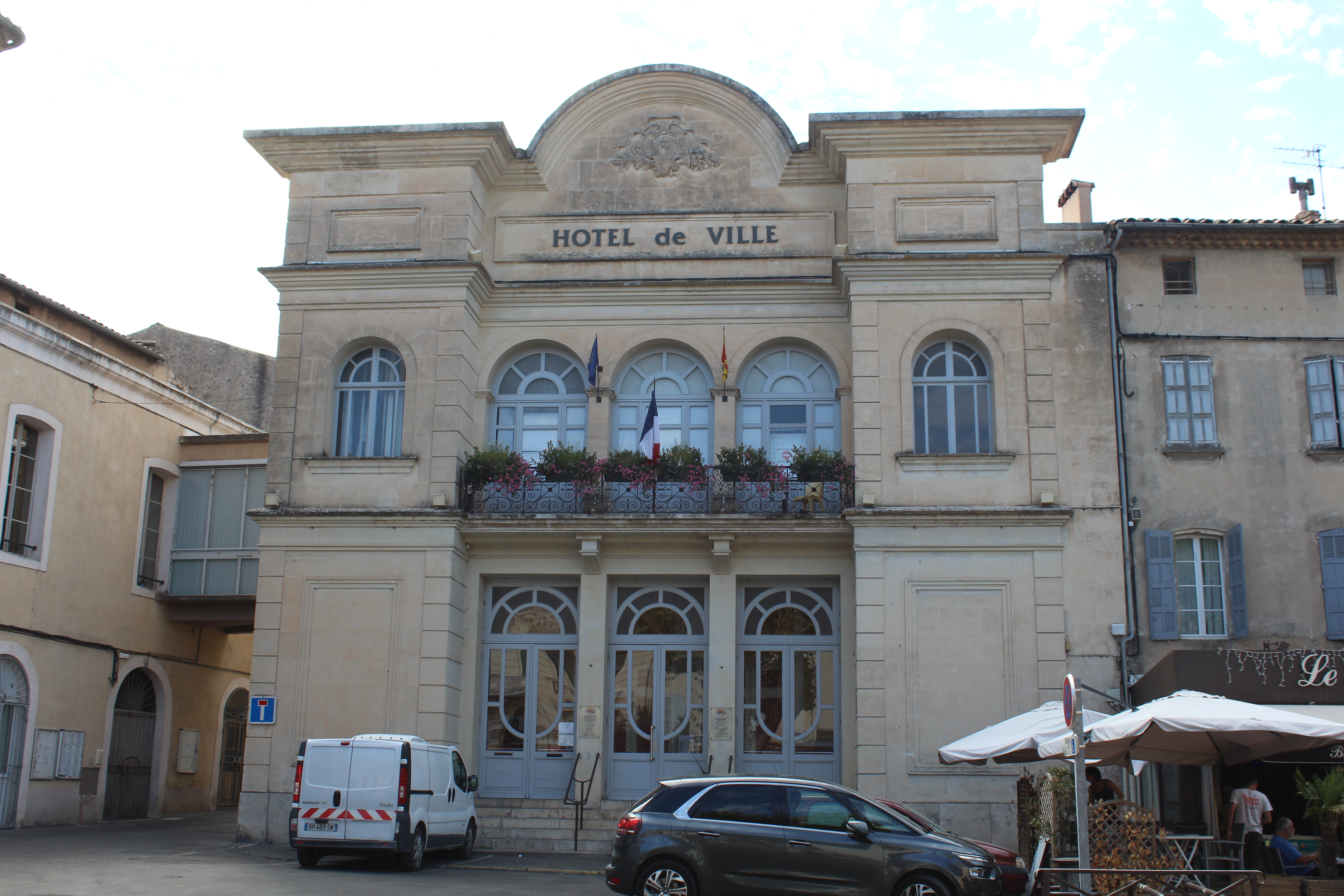
Budova radnice

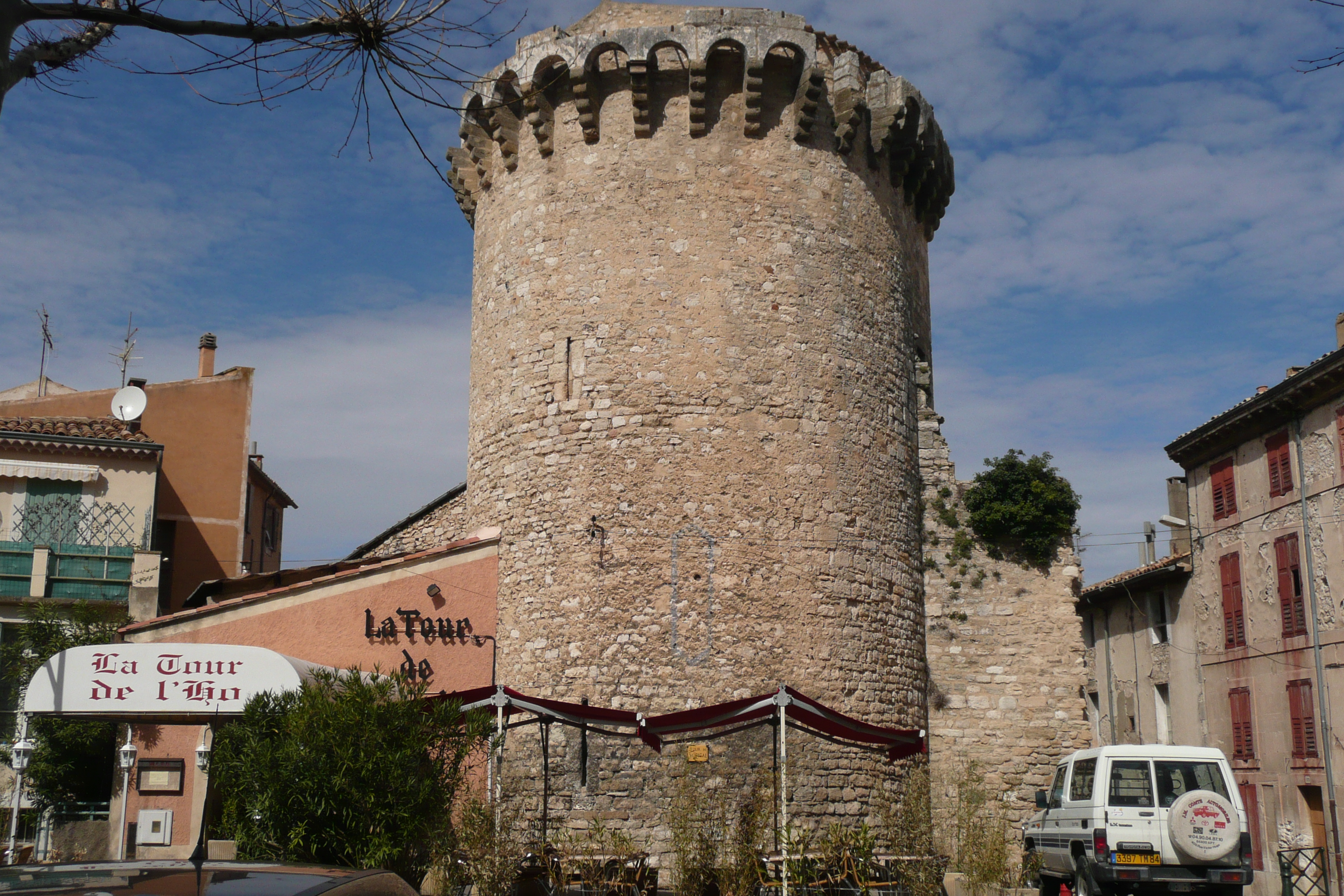
Tour de l'Hôpital

- Katedrála Sainte-Anne v románsko-gotickém slohu, jejíž stavba započala roku 1056 na základech ještě starší, původní katedrály. Dokončena byla během 17. století.
- Staré biskupství
- Tour de l'Hôpital

Město bylo dříve obklopeno masivními starobylými zdmi, ale ty byly nyní z velké části nahrazeny bulváry; mnoho místních ulic je úzkých a nepravidelných.
Ve městě a poblíž města bylo nalezeno několik archeologických nalezišť z římských dob, zejména mostů. Jeden z nich, Pont Julien, překlenující řeku Calavon pod městem, pochází z roku 2 př. n. l. Podle některých průzkumů by se však mohlo jednat ještě o starší stavbu.

#### Muzea
- Muzeum průmyslu
- Muzeum historie a archeologie

## Slavní obyvatelé města
- Marc-Antoine Grossy (1604 – 1687), teolog
- Claude Romain Lauze de Perret (1747 – 1793), revolucionář, zástupce regionu Bouches-du-Rhône na Národním shromáždění
- Joseph Aude (1760 – 1840), spisovatel
- Paul Guigou (1834 – 1871), malíř
- Bernard Faucon (* 1950), fotograf
- Michaël Guigou (* 1982), házenkář

Na tamějším hřbitově je pohřben československý malíř, sochař a grafik Otakar Kubín (franocuzsky Othon Coubine)

## Ekonomika
Město a okolní region je centrem vinařství, včelařství, sběru lanýžů a pěstování ovoce, přičemž většina produkce je zpracována na kandované ovoce průmyslovými i ručně vyráběnými procesy. Ve městě sídlí firma Delta Plus Group, vyrábějící ochranné prvky a prostředky.

## Partnerská města
- Bakel, Senegal
- Boussu, Belgie
- Thiene, Itálie